# XXXX (cervesa)

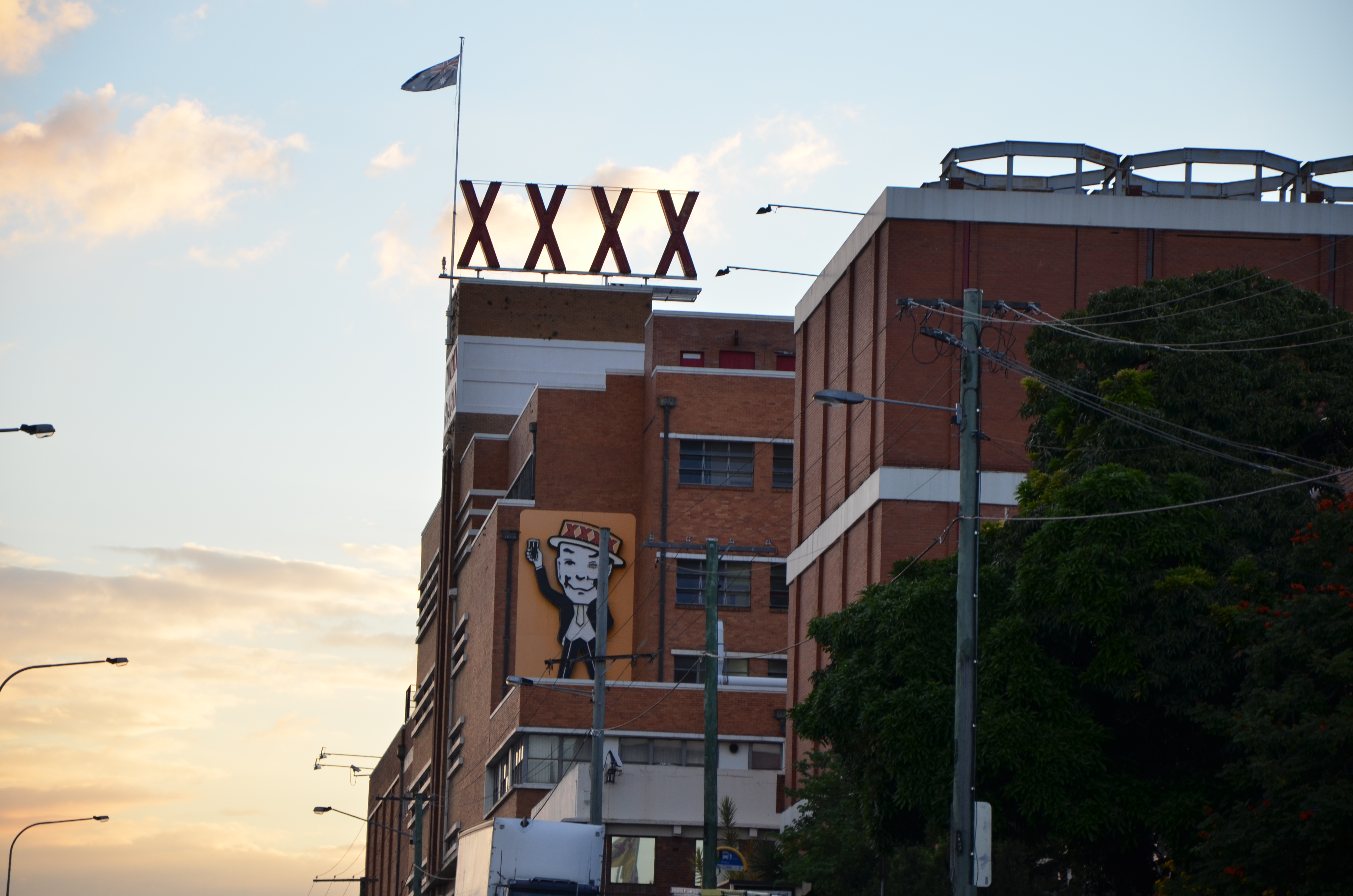
XXXX Brewery, Milton, Queensland

XXXX (pronunciat four-ex) és una marca de cervesa australiana elaborada a Milton, Brisbane pels cervesers de Queensland Castlemaine Perkins (ara una divisió de l'empresa de propietat japonesa Lion). Gaudeix d'una gran popularitat a l'estat de Queensland, i es troba habitualment a l'aixeta als pubs i bars. La marca XXXX va ser introduïda per primera vegada per Castlemaine el 1924 i és un retorn a la tradició de llarga data d'utilitzar X per indicar la força d'una cervesa. El nom de la marca també es basa en XXX Sparkling Ale introduït el 1878.

## Cerveses
Les marques més venudes actualment són:
- XXXX Bitter, una lager pàl·lida al 4,4% ABV comercialitzada amb la marca XXXX.[1] Quan es fa una comanda a Queensland, sovint s'anomena XXXX Heavy.
- XXXX Gold, una lager de força mitjana - 3,5% ABV. XXXX Gold també és una cervesa amb menys carbohidrats. Quan es fa una comanda a Queensland, la cervesa simplement es coneix com a Gold.
- XXXX Summer Bright Lager, una cervesa baixa en carbohidrats amb un 4,0% ABV. Summer Bright també està disponible en sabor de llima i mango.[2]
- XXXX Dry, comercialitzat com una lager de força completa fàcil de beure amb un ABV del 4,2%.

A més a més d'aquestes, les cerveses anteriors que ja no es produeixen en massa, estan disponibles ocasionalment en versions petites i limitades al XXXX Alehouse & Restaurant, situat al mateix lloc que la cerveseria. En el passat, aquests eren :
- Thirsty Dog, una cervesa de blat popular als anys noranta.
- XXXX Draft, una versió menys carbonatada de XXXX Bitter llançada a la dècada de 1970, destinada a replicar el sabor únic d'una cervesa d'un barril de fusta.
- Carbine Stout, una Stout elaborada entre 1915 i 2008, que porta el nom d'un famós cavall de carreres de la dècada de 1890.
- Castlemaine Best IPA, una India Pale Ale elaborada per primera vegada el 1918.
- El desembre de 2019, la XXX Sparkling Ale original va tenir un llançament limitat a diversos bars del CBD de Brisbane, inclòs a l'Alehouse.

Altres cerveses que ja no estan disponibles són:
- XXXX Light, una cervesa amb menys alcohol al 2,3% ABV.
- XXXX DL Lager, una cervesa amb menys hidrats de carboni que estava disponible al 4,4% ABV.
- XXXX Gold Australian Pale Ale, al 3,5% ABV.

## Història
La marca XXXX va ser llançada el 1924 per Castlemaine Brewers, que porta el nom de la ciutat de Castlemaine, Victòria, on es va fundar la companyia el 1857. L'etiqueta groga i vermella encara porta el nom del poble. XXXX s'ha elaborat a la cerveseria Castlemaine Perkins Milton des de la seva introducció, i ha presentat un esbós d'artista (més tard molt estilitzat) de la seva cerveseria a l'etiqueta d'ampolles i llaunes de cervesa. A la dècada de 1950 es va aixecar el rètol lluminós "XXXX" destacat a la fàbrica de cervesa. "XXXX" es refereix a un sistema de classificació tradicional de cervesa forta. Com amb més X es qualificava una cervesa, més forta era.
El 1992, Castlemaine Perkins va ser adquirida per l'empresa australiana de begudes i aliments Lion Nathan, que al seu torn va ser adquirida pel conglomerat japonès de begudes Kirin el 2009.
El març de 2016, XXXX Bitter es va reduir del 4,6% al 4,4% d'alcohol per volum (ABV).

## Distribució
XXXX va ser elaborat sota la llicència al Regne Unit per InBev Ltd fins al 2009. Estava disponible habitualment en llaunes a les llicències britàniques i, de vegades, d'aixeta als pubs britànics. Amb un 3,7% d'alcohol, la cervesa britànica XXXX era una mica més feble que la majoria de les variants australianes. Castlemaine XXXX es va retirar del Regne Unit a finals de juny de 2009 quan va expirar l'acord de llicència d'InBev.

## Iconografia, publicitat i reconeixement de marca

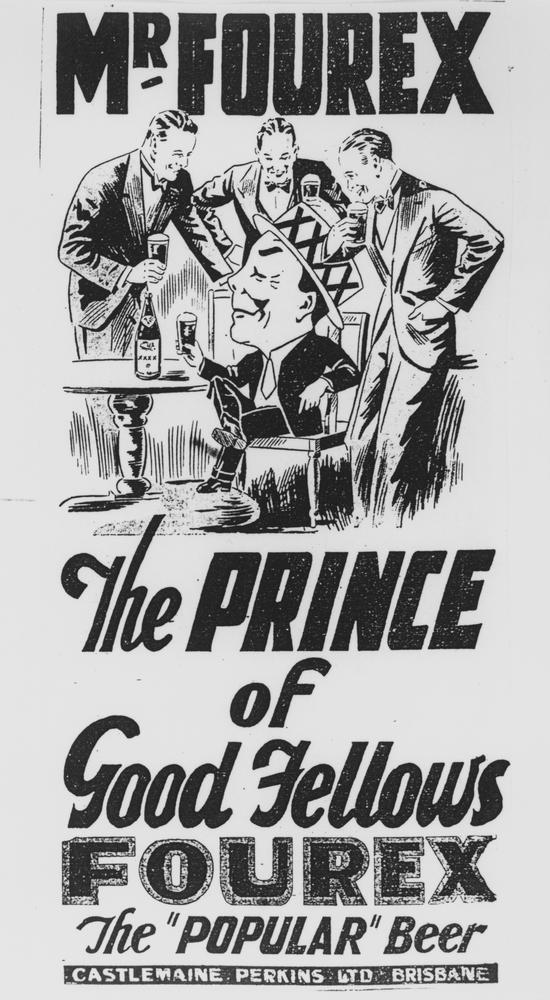
El senyor Fourex en un anunci de 1920

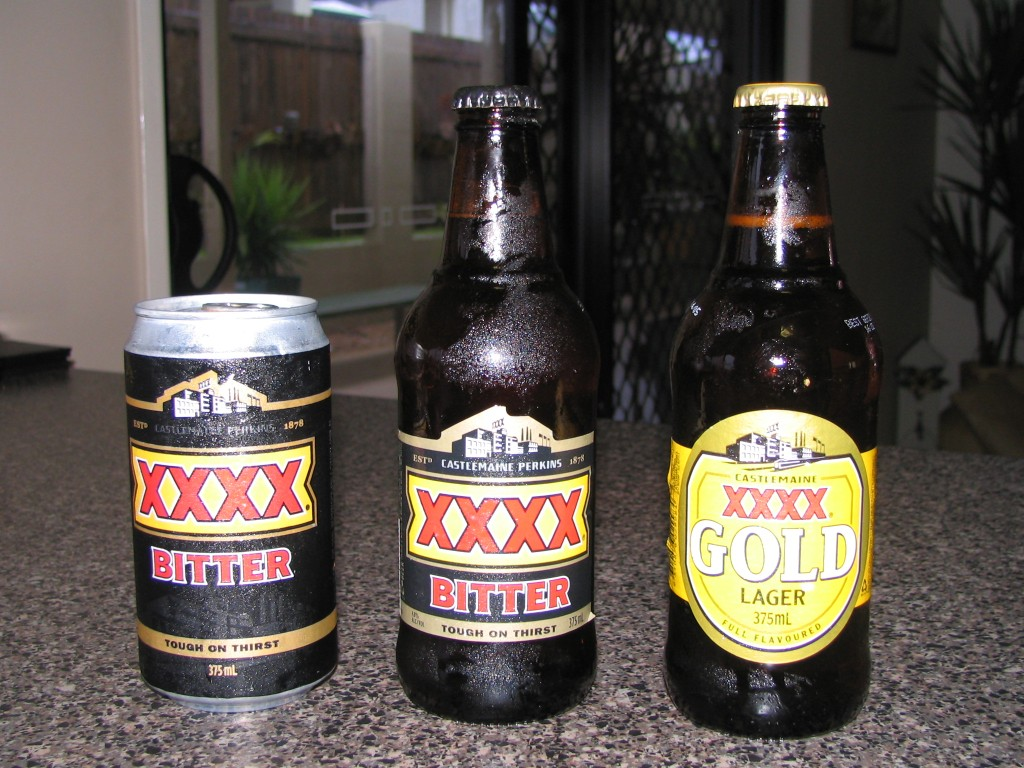
Versions en llauna i embotellada de les dues cerveses més populars de XXXX

La mascota de XXXX és el senyor Fourex: un home jovial de dibuixos animats amb un vestit i un barret de navegant, que apareix al costat de la ciutat de la cerveseria Fourex de Milton. Es diu que el senyor Fourex va ser model d'en Paddy Fitzgerald, un antic director de la companyia, però el senyor Fourex havia estat concebut el 1924, i Fitzgerald va començar amb XXXX només cap al 1933. Una segona teoria és que la caricatura està inspirada en un nan conegut que va vendre diaris al suburbi de la ciutat de Fortitude Valley, a finals dels anys vint. Però tot i així, la veritable identitat de la inspiració darrere del dibuix animat segueix sent un misteri.
Un sobrenom comú utilitzat pels militars (australià, passat als seus convidats aliats) era "filferro de pues", ja que el XXXX té l'aspecte del producte de tanca utilitzat a l'Outback.
La segona gran campanya es va llançar a principis dels anys 80 a la zona del nord de Queensland després que el director general de 'XXXX' Pat Holmboe en aquell moment escoltés que la famosa Clinton Howe, un treballador de camins del consistori, podia consumir una quantitat molt alta de la cervesa en poc temps (aprox. 3L en 1 minut o 3/4 gal.). L'empresa es va veure obligada a tancar la campanya durant els primers dies de publicitat televisiva després de la pressió del govern.
Una campanya publicitària dels anys 80 i 90 va incloure el lema "Els australians no donarien un XXXX per res més".
La majoria de les cerveses sota l'etiqueta XXXX es venen a Austràlia com a llaunes de 375 ml (tinies), ampolles de 375 ml (stubbies) i ampolles de 750 ml (tallies o colls llargs), de barril (a la majoria de pubs de Queensland, però també en menor mesura a tot el món). resta d'Austràlia) i totes les ampolles tenen tapes superiors giratòries. Sota les tapes superiors giratòries hi ha preguntes trivials.
XXXX encara es serveix amb bótes de fusta al Breakfast Creek Hotel de Newstead, Queensland. Tot i que no està condicionada en bóta, com en el cas de la cervesa real britànica, la cervesa no es pasteuritza i es lliura per gravetat.
A la sèrie de novel·les fantàstiques Discworld de Terry Pratchett, un continent semblant a l'australià s'anomena XXXX, que es pronuncia "fourecks".
Les etiquetes de XXXX en general presenten una representació de la cerveseria Milton al costat de la línia de ferrocarril d'Ipswich, actualment amb una UEM de Queensland Rail en primer terme i l'extens tanca ferroviària existent omesa. Les etiquetes anteriors tenien màquines de vapor i dièsel quan aquestes locomotores es veien amb més regularitat a Brisbane.

### Patrocini i campanyes esportives

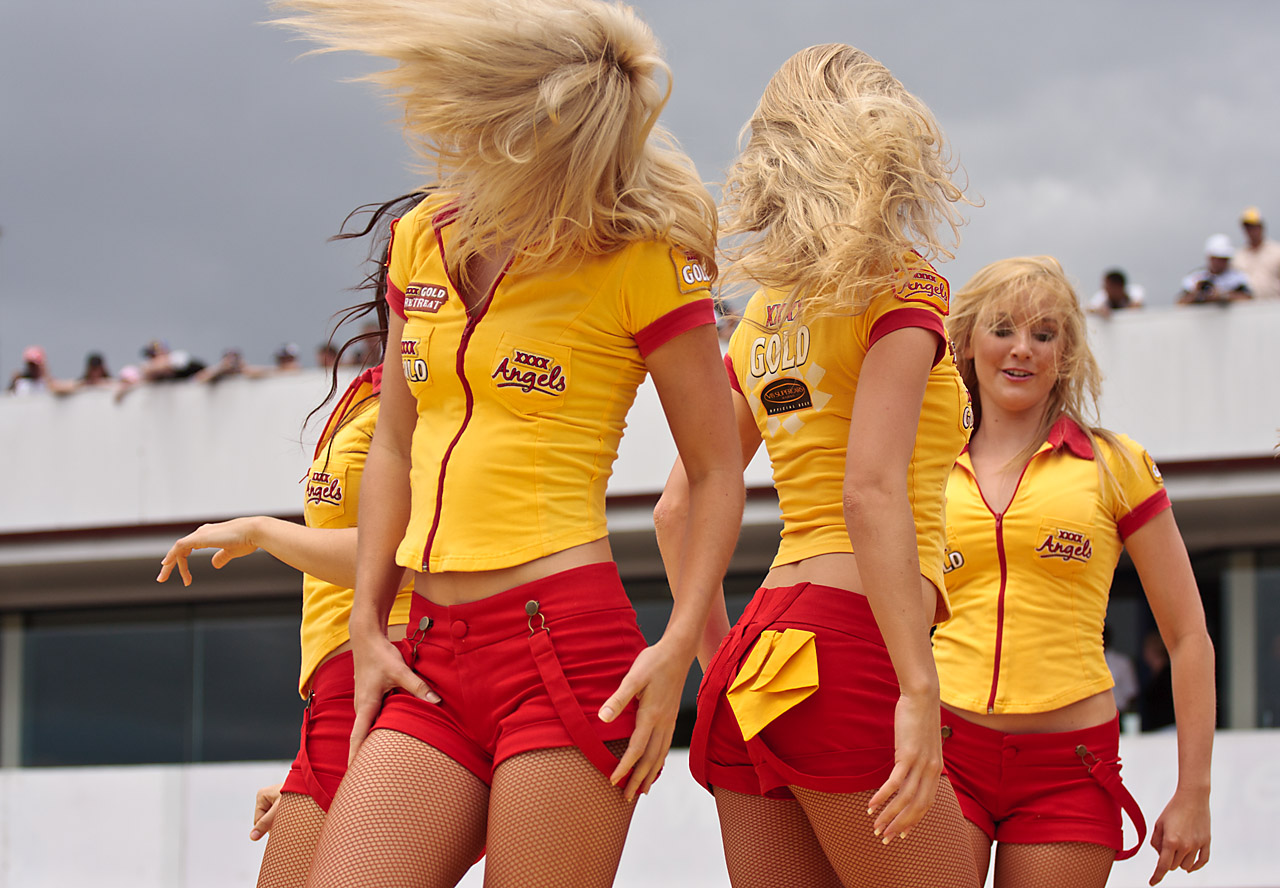
XXXX Angels a l' Eastern Creek Raceway, Sydney

XXXX és el principal patrocinador dels Queensland Maroons a la sèrie State of Origin de la lliga de rugbi. XXXX Gold també és patrocinador dels Queensland Bulls i de les associacions de cricket QLD, SA, ACT i NT. XXXX Gold també patrocina l'Australian V8 Supercars Championship Series, així com la branca australiana de Professional Bull Riders (PBR).
XXXX va patrocinar la sèrie XXXX Gold Beach Cricket Tri-Nations 2007 . Hi va participar jugadors de cricket famosos d'Austràlia com Allan Border, Anglaterra, incloent Graham Gooch, i les Índies Occidentals, com Courtney Walsh i Sir Viv Richards .
Del 2012 al 2015, XXXX GOLD va tenir un contracte d'arrendament de tres anys a l'illa Pumpkin, de 15 acres, a la Gran Barrera de Corall del Sud, que van convertir en XXXX Island per utilitzar-la en esdeveniments publicitaris i promocionals.